# Beck, Bogert and Appice (album)
Pour le supergroupe, voir Beck, Bogert and Appice.
Albums de Beck, Bogert and Appice
Live in Japan
(1974)
Singles
1. Black Cat Moan
Sortie : 1973
2. Lady
Sortie : 1973
3. Superstition
Sortie : 1973
4. I'm So proud
Sortie : 1973

Beck, Bogert and Appice est l'unique album studio du supergroupe du même nom. Il sort le 26 mars 1973 sur le label Epic et est produit par le groupe et Don Nix.

## Historique
Cet album est enregistré en décembre et janvier 1973 à Londres et dans les Studios Chess de Chicago aux États-Unis.
La reprise du tube de Stevie Wonder, Superstition, ne connait qu'un modeste succès en single et l'album atteint la 12e place du Billboard 200 aux États-Unis. Au Royaume-Uni, l'album se classe à la 28e place.
Jeff Beck quitte le groupe en janvier 1974 alors qu'un deuxième album était en préparation, mettant un terme à son existence.

## Titres
| 1. | Black Cat Moan | Don Nix                                                             | 3:44 |
| 2. | Lady           | Carmine Appice, Jeff Beck, Tim Bogert, Pete French, Duane Hitchings | 5:33 |
| 3. | Oh to Love You | Carmine Appice, Jeff Beck, Tim Bogert, Pete French, Duane Hitchings | 4:04 |
| 4. | Superstition   | Stevie Wonder/Jeff Beck                                             | 4:15 |

| 5. | Sweet Sweet Surrender | Don Nix                                            | 3:59 |
| 6. | Why Should I Care     | Raymond Louis Kennedy                              | 3:31 |
| 7. | Lose Myself with You  | Carmine Appice, Jeff Beck, Tim Bogert, Pete French | 3:16 |
| 8. | Livin' Alone          | Carmine Appice, Jeff Beck, Tim Bogert              | 4:11 |
| 9. | I'm So Proud          | Curtis Mayfield                                    | 4:12 |

| 5. | Lady (version single)         | Appice, Beck, Bogert, French, Hitchings | 3:23 |
| 6. | I'm So Proud (version single) | Mayfield                                | 3:51 |

## Musiciens
- Jeff Beck : guitare, chant (1)
- Tim Bogert : basse, chant (4, 6 & 7)
- Carmine Appice : batterie, chant (2, 3, 5, 8 & 9)

### Musiciens additionnels
- Jimmy Greenspoon  : piano sur Sweet Sweet Surrender
- Duane Hitchings  : piano et mellotron sur Oh To Love You
- Danny Hutton  : chœurs Sweet Sweet Surrender

## Charts
| Pays        | Durée du classement | Meilleur classement |
| ----------- | ------------------- | ------------------- |
| États-Unis  | 27 semaines         | 12e                 |
| Royaume-Uni | 3 semaines          | 28e                 |